# Kareyce Fotso
Kareyce Fotso là một ca sĩ người Cameroon biểu diễn trên khắp thế giới và theo nhiều phong cách khác nhau, bao gồm Afro pop, blues và mangambeu.

## Tiểu sử
Fotso sinh ra ở Bandjoun và lớn lên ở Yaoundé. Ở Yaoundé, cô đã học nói tiếng E Ngoại và ngày nay thường biểu diễn bằng ngôn ngữ đó. Fotso học ngành hóa sinh và phim ảnh ở trường, nhưng cuối cùng lại trở thành ca sĩ.
Fotso hát cho ban nhạc, Korongo Jam, bắt đầu từ năm 2001, cho đến khi ban nhạc tách ra vào năm 2006. Fotso đã quay trở lại Cameroon sau khi chia tay, nơi cô bắt đầu biểu diễn trong các quán rượu ở Yaoundé. Album đầu tiên của cô, Mulato được phát hành tại địa phương vào năm 2009. Tại Jeux de la Francophonie năm 2009, cô đã giành được huy chương bạc tại cuộc thi bài hát. Năm 2010, cô phát hành album, Kwegne. Album tiếp theo của cô, Mokte, được phát hành vào năm 2014.
Fotso hát theo nhiều phong cách khác nhau, bao gồm mangambeu, Afro pop, nhạc thế giới, nhạc soul và blues dân tộc. Khi cô hát, cô thường đi cùng mình với guitar, trống gỗ hoặc chuông. Fotso biểu diễn trên khắp thế giới.